# Hugh Hudson (Politiker)

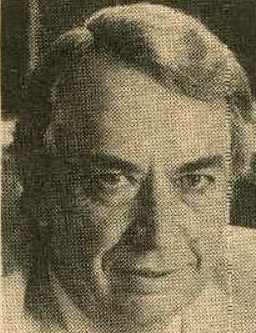
Hugh Hudson, 1979

Hon. Hugh Richard Hudson (* 12. Dezember 1930 in Wollongong, New South Wales; † 11. Mai 1993 in Canberra) war ein australischer Politiker der Labor Party, der zwischen 1965 und 1979 Mitglied des South Australian House of Assembly sowie mehrmals Minister war. Er war 1979 stellvertretender Vorsitzender der Labor Party von South Australia und zeitgleich stellvertretender Premier dieses Bundesstaates.

## Leben

### Studien, Mitglied desSouth Australian House of Assemblyund Minister in der ersten Regierung Dunstan
Hugh Richard Hudson, zweites Kind des Landvermessers Stanley Hudson und dessen Ehefrau Phyllis Clare McClelland Hudson, absolvierte nach dem Besuch der North Sydney Boys’ High School mit einem Stipendium ein Studium der Wirtschaftswissenschaften an der Universität Sydney, welches er mit einem Bachelor of Economics (BEc Hons) 1955 beendete. Er zeigte beachtliche akademische Fähigkeiten und erhielt zwischen 1956 und 1958 ein zweijähriges Forschungsstipendium an der University of Cambridge, wo er den Stevenson-Essaypreis gewann und zwei Bände der gesammelten Aufsätze des Ökonomen Nicholas Kaldor herausgab. Nach seiner Rückkehr wurde er 1960 Dozent an der Fakultät für Wirtschaftswissenschaften der University of Adelaide ernannt und war der erste Herausgeber der „Australian Economic Papers“.
Bei der Wahl am 6. März 1965 wurde Hudson für die Labor Party im Wahlkreis Glenelg erstmals zum Mitglied der South Australian House of Assembly gewählt, des Unterhauses des Parlaments von South Australia, und konnte sich bei dieser Wahl gegen den bisherigen langjährigen Wahlkreisinhaber und Bildungsminister Sir Baden Pattinson von der Liberal and Country League (LCL) durchsetzen. Er vertrat diesen Wahlkreis bis zur Wahl am 30. Mai 1970, woraufhin dieser Wahlkreis vom LCL-Politiker John Mathwin gewonnen wurde. Zu Beginn seiner Parlamentszugehörigkeit war er zwischen dem 18. November 1965 und dem 24. August 1966 Mitglied des Ausschusses für Landbesiedlung (Parliamentary Committee on Land Settlement).
Am 26. März 1968 wurde Hugh Hudson trotz der Niederlage der ALP bei der Wahl am 2. März 1968 noch in die erste Regierung von Premier Don Dunstan berufen und bekleidete in dieser bis zum 16. April 1968 die Posten als Minister für soziale Wohlfahrt (Minister of Social Welfare) und als Minister für Wohnungswesen (Minister of Housing). Bei der Wahl am 30. Mai 1970 wurde er für die ALP im neu geschaffenen Wahlkreis Brighton wieder zum Mitglied der Legislativversammlung gewählt und gehörte dieser bis zu seiner Niederlage gegen Dick Glazbrook von der Liberal Party of Australia bei der Wahl am 14. September 1979 an.

### Minister in der zweiten Regierung Dunstan, stellvertretender Vorsitzender der Labor Party von South Australia und stellvertretender Premier
Bei der Wahl am 30. Mai 1970 gewann die ALP eine Mehrheit von 27 der 47 Sitze im House of Assembly, woraufhin Hudson am 2. Juni 1970 in die zweite Regierung von Premier Don Dunstan berufen wurde und bekleidete in dieser bis zum 24. Juni 1975 den Posten als Bildungsminister (Minister of Education). In dieser Funktion unterstützte er den sehr fähigen Generaldirektor, Albert Jones, bei der Umwandlung des Bildungsministerium in einen der Schrittmacher der Bildungstheorie und -praxis in Australien. Sie hatten auch das Glück, dass die nach dem Vorsitzenden der Commonwealth Tertiary Education Commission Peter Karmel benannten Karmel-Berichte von 1971 und 1973 über die Situation der Schulen in Australien dazu führten, dass den von ihnen verwalteten Schulen mehr staatliche und bundesstaatliche Mittel zur Verfügung standen. Er war zugleich vom 28. Juni bis zum 20. September 1973 Fischereiminister (Minister of Fisheries) sowie zwischen dem 10. Juni 1975 und dem 15. Februar 1979 Minister für Bergbau und Energie (Minister of Mines and Energy). In dieser Funktion war die Sicherheit der Gasversorgung, um dem Staat eine wirtschaftliche Energiequelle zu bieten, sein größtes Anliegen. 1979 führte er Gesetze ein, um zu verhindern, dass die Gasreserven von Santos Ltd. im Cooperbecken von Unternehmern wie Alan Bond übernommen werden. Das umstrittene Gesetz, das den privaten Besitz stimmberechtigter Aktien des Unternehmens einschränkte, war erfolgreich und veranlasste Bond, seinen Anteil an Santos zu verkaufen. Die Sicherung der Bestände und der langfristige Standort eines großen Unternehmenssitzes in Adelaide wurden erreicht. Hudsons Förderung der Kernenergie war umstrittener. Er hatte Verständnis für die Prüfung nuklearer Optionen und war skeptisch gegenüber der Leistungsfähigkeit von Alternativen. Er wurde von Parteimitgliedern angegriffen und behauptete vorausschauend, dass dieselben Leute sich den Umweltprotesten gegen sie anschließen würden, wenn an der Küste Windkraftanlagen errichtet würden. Er war des Weiteren vom 10. Juni bis zum 16. Oktober 1975 auch wieder Minister für Wohnungswesen und zeitgleich als Special Minister of State for Monarto and Redcliff Sonder-Staatsminister für die nicht umgesetzten Stadtbauvorhaben Monarto und Redcliff. Daraufhin fungierte er zwischen dem 17. Oktober 1975 und dem 15. Februar 1979 noch als Planungsminister (Minister for Planning). Als Planungsminister spielte er eine Schlüsselrolle bei der Umwandlung der Planungsstudie der Stadt Adelaide in einen Plan mit Gesetzeskraft. Bei der Buntine Oration, eine alle zwei Jahre stattfindende Präsentation und Rede auf der Konferenz des Australian College of Educators (ACE), hielt er 1976 die Rede mit dem Titel „The Political Economy of Educational Advancement	“ (‚Die politische Ökonomie des Bildungsfortschritts‘).
In der darauf folgenden Regierung von Premier Des Corcoran bekleidete er zwischen dem 15. Februar und dem 18. September 1979 weiterhin das Amt des Ministers für Bergbau und Energie sowie zudem bis zum 15. März 1979 auch des Planungsministers. Als Nachfolger des zum Parteivorsitzenden gewählten Des Corcoran übernahm er am 15. März 1979 den Posten als Deputy Leader of the South Australian Labor Party und war damit bis zu seiner Ablösung durch Jack Wright am 2. Oktober 1979 stellvertretender Parteivorsitzender. Im Zuge einer Umbildung der Regierung Corcoran war er daraufhin zwischen dem 15. März und dem 18. September 1979 stellvertretender Premier (Deputy Premier), Minister für wirtschaftliche Entwicklung (Minister of Economic Development) und Tourismusminister (Minister of Tourism). Am 13. Dezember 1979 wurde ihm der Höflichkeitstitel The Honourable verliehen.
Nach seinem Ausscheiden aus Regierung und Parlament war Hugh Hudson als Fellow am Zentrum für politische Studien der Monash University und war zu Beginn der Amtszeit von Premier John Bannon von 1982 bis 1984 Mitglied der südaustralischen Pipeline-Verwaltung (Pipelines Authority of South Australia). Daraufhin fungierte er zwischen 1984 und 1987 selbst als Geschäftsführender Vorsitzender der Commonwealth Tertiary Education Commission, die einen Bericht veröffentlichte, der zu großen Veränderungen führte, einschließlich der Einrichtung von Kompetenzzentren und der Abschaffung der Kommission selbst. 1990 befasste er sich im Auftrag der Regierung Bannon mit der Wasserbewertungspolitik des Bundesstaates.
Aus seiner am 16. Mai 1959 in der Auburn Methodist Church in Hawthorn geschlossenen Ehe mit der Lehrerin Ainslie Ann Rowe Hudson gingen ein Sohn und zwei Töchter hervor.

## Veröffentlichungen
- The Integration of Cycles and Growth, in: Australian Economic Papers, 3 (1963), S. 107–120
- Cooper Basin. Exploration, Development and Pricing Issues. Discussion Paper No. 3, Centre for Policy Studies, Monash University, 1980
- Review of the Structure of the Commonwealth Tertiary Education Commission and Arrangements for Co-ordination and consultation with States and Institutions, Australian Government Publishing Service, Canberra 1985

## Hintergrundliteratur
- Colin Thiele: Grains of Mustard Seed, Education Department, Adelaide 1975
- R. M. Gibbs: Bulls, Bears and Wildcats. A Centenary History of the Stock Exchange of Adelaide, Peacock Publications, Adelaide 1988
- Kym Anderson, Bernard O’Neil: The Building of Economics at Adelaide, 1901–2001, University of Adelaide Press, Adelaide 2002
- Alex Millmow: The Influence of the History of Economics on Pluralism. The Cambridge Economic Tradition and Australian Economics, in: Jerry Courvisanos, James Doughney, Alex Millmow (Herausgeber): Reclaiming Pluralism in Economics, Routledge, Oxford 2016, S. 76–79
- Parliament of South Australia: Statistical Record of the Legislature 1836–2007 (Memento vom 11. März 2019 im Internet Archive)